# Ковешинка
Ковешинка (также Ковешникова, Ковешенка, Ковешниково) — село в Тоцком районе Оренбургской области России. Входит в состав Злобинского сельсовета.

## География
Село находится в западной части Оренбургской области, в пределах юго-восточной части Восточно-Европейской равнины, в степной зоне, на левом берегу реки Большая Погромка, на расстоянии примерно 22 километров (по прямой) к юго-западу от районного центра, села Тоцкого. Абсолютная высота — 89 метров над уровнем моря.

### Климат
Климат характеризуется как резко континентальный с продолжительной морозной зимой и относительно коротким жарким сухим летом. Среднегодовая температура составляет 3 °C. Средняя температура воздуха самого тёплого месяца (июля) — 26,9 °C (абсолютный максимум — 42 °C); самого холодного (января) — −13,3 °C (абсолютный минимум — −43 °C). Среднегодовое количество атмосферных осадков не превышает 350—400 мм.

### Часовой пояс
Село Ковешинка, как и вся Оренбургская область, находится в часовой зоне МСК+2. Смещение применяемого времени относительно UTC составляет +5:00.

## История
Село было основано в начале XIX века. В 1827 году начало заселяться переселенцами из Рязанской губернии. Обстановка в то время в Бузулукском уезде была тяжелой: с 1829 по 1831 год в уезде свирепствовала эпидемия холеры, а в 1832 году случился сильный неурожай. Эти события привели к тому, что почти всё коренное население вымерло. В 1832-33 годы в село стали прибывать переселенцы из Курской губернии. 
В 1847 году усилиями прихожан в соседнем селе Елховке была построена Михайло-Архангельская церковь, к приходу которой многие годы была приписана деревня Ковешникова. В церкви велась запись родившихся и умерших.
Из описания деревни на 1889 год:
Деревня Ковешникова, казенная, при реке Погромке, в 199 верстах от Самары, в 39 верстах от уездного города, в 49 верстах от квартального станового пристава; число дворов – 90, число жителей: 252 мужского пола, на лицо обоего пола – 698; количество надельной земли: удобной – 2152 десятины (2351 га), неудобной – 31 десятина (33,87 га), в деревне имеются 2 водяные мельницы.Список населённых мест Самарской губернии по сведениям 1889 года
В разные годы деревня Ковешникова входила в состав разных волостей: Курманаевскую, Лабазинскую, Логачёвскую, Погроминскую, а те в свою очередь – в Бузулукский уезд, который до 1851 года принадлежал к Оренбургской, а после — к Самарской губернии.
В 1902 году в деревне открылась церковно-приходская школа грамоты, первоначально предназначенная только для мальчиков.

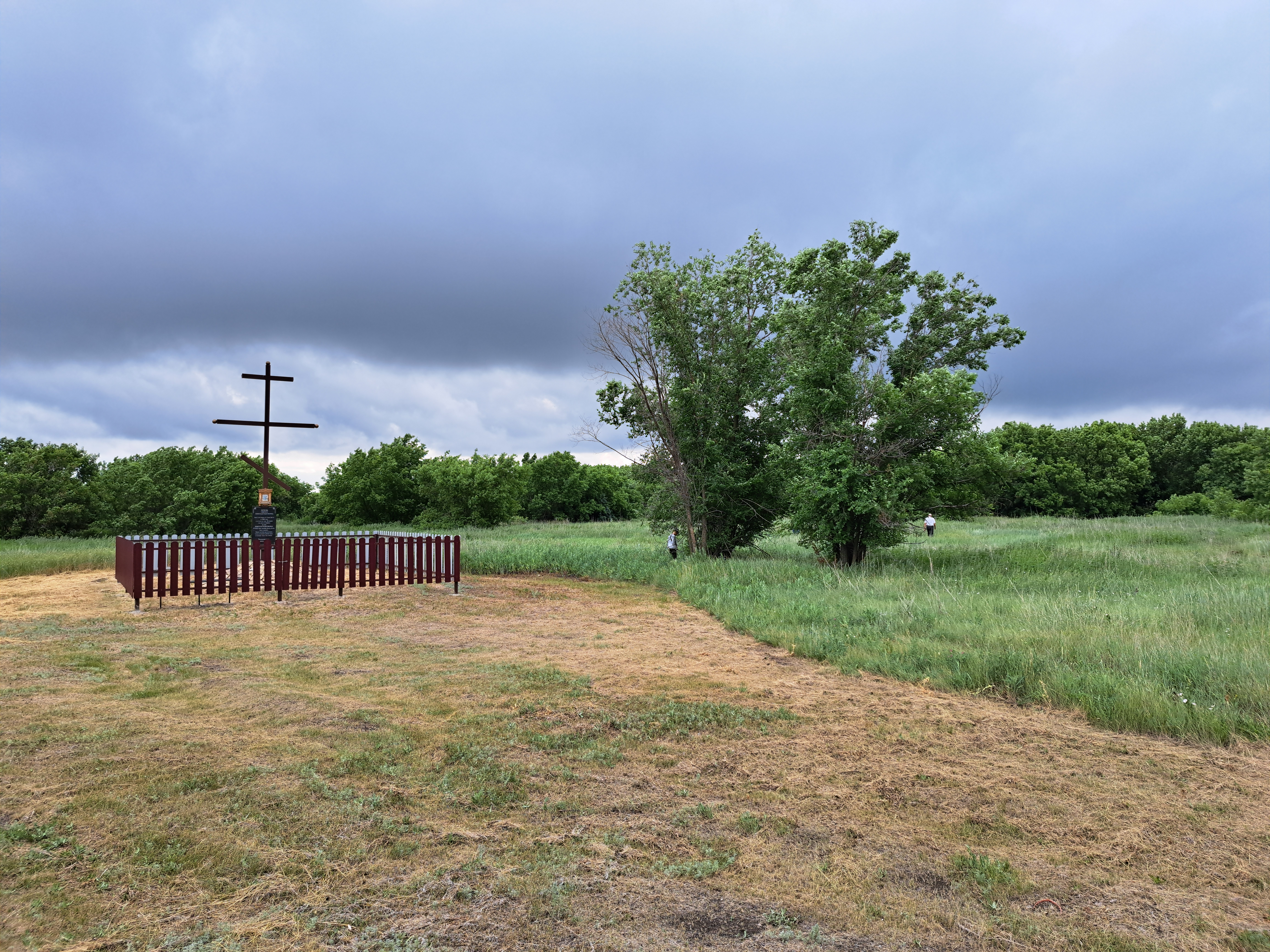
Покаянный крест на месте церкви в селе Ковешинке

В 1908 была построена и 30 ноября освящена деревянная церковь во имя Николая Чудотворца.
В период с 1900 по 1910 год в деревне были построены две ветряные мельницы.
После революции и гражданской войны в России население деревни сократилось вдвое.
В 1929 году было принято решение о закрытии церкви и переоборудовании её в дом культуры, однако в дальнейшем решение было пересмотрено и здание использовалось для хранения зерна.
В 1935 году вошло в состав образованного Тоцкого района Чкаловской (с декабря 1957 Оренбургской) области.
В 1942–1944 годах в селе дислоцировался воинский батальон.
В 1960-е годы в селе действовали сельский клуб, библиотека и 4-х летняя школа.
В 1962-63 годах население села стало заметно уменьшаться. В 1999 году из Ковешинки уехал последний житель.

## Население
| 1834 | 1850 | 1858 | 1897 | 1902 | 1909 | 1912 |
| ---- | ---- | ---- | ---- | ---- | ---- | ---- |
| 346  | ↗478 | ↗517 | ↗662 | ↗746 | ↗858 | ↗891 |
| 1915 | 1928 | 2002 | 2010 |      |      |      |
| ↗968 | ↘552 | ↘0   | →0   |      |      |      |